# Tulip Fever
Tulip Fever es una película estadounidense de drama histórico dirigida por Justin Chadwick y escrita por Sir Tom Stoppard, adaptado de una novela de Deborah Moggach. Es protagonizada por Alicia Vikander, Dane DeHaan, Zach Galifianakis, Judi Dench, Christoph Waltz, Jack O'Connell, Holliday Grainger, Matthew Morrison y Cara Delevingne. Se estrenó en cines estadounidenses el 24 de febrero de 2017 por The Weinstein Company.

## Reparto
- Alicia Vikander como Sophia.[3][4]
- Dane DeHaan como Jan van Loos.
- Zach Galifianakis como Gerrit.
- Judi Dench como abadesa de St. Ursula
- Christoph Waltz como Cornelis Sandvoort.[5]
- Jack O'Connell como William.
- Holliday Grainger como Maria.
- Matthew Morrison como Mattheus.
- Cara Delevingne como Annetje.
- Tom Hollander como Dr. Sorgh
- Cressida Bonas como Srta. Steen
- Kevin McKidd como Johan De Bye.
- David Harewood como Prater.

## Producción

### Rodaje
El rodaje tuvo lugar en el Cobham Hall en Cobham, Norwich Cathedral, Holkham (en Norfolk), Tilbury, (en Essex), Kentwell Hall (en Suffolk) y Pinewood Studios en varias fechas a lo largo de junio y julio de 2014.

## Estreno
Secuencias de la cinta fueron proyectadas en mayo de 2015 en el Festival de Cine de Cannes. En diciembre de 2015, la primera imagen del film con Alicia Vikander y Christoph Waltz fue lanzada. Originalmente tenía programado su estreno el 15 de julio de 2016, pero fue pospuesta al 24 de febrero de 2017, con rumores de reedición, ya que Harvey Weinstein estaba "descontento" con el corte final.